# Stazione di Civita Castellana-Magliano
Stazione di Civita Castellana-Magliano vasútállomás Olaszországban, Civita Castellana településen.

## Vasútvonalak
Az állomást az alábbi vasútvonalak érintik:
- Firenze–Róma-vasútvonal

## Kapcsolódó állomások
A vasútállomáshoz az alábbi állomások vannak a legközelebb:
- Stazione di Collevecchio-Poggio Sommavilla (Stazione di Fiumicino Aeroporto, FL1)
- Stazione di Gallese in Teverina (Stazione di Orte, FL1)